# Herb Nowogrodu
Herb Nowogrodu – jeden z symboli miasta Nowogród i gminy Nowogród w postaci herbu.

## Wygląd i symbolika
Herb przedstawia na błękitnej tarczy fragment białego muru miejskiego z blankami z bramą miejską z otwartymi złotymi drzwiami. Ponad murem miejskim umieszczone są trzy białe wieże, dwie skrajne posiadają blanki i czarne okna, środkowa jest wyższa, posiada zielony trójkątny dach zakończony złotą kulką.

## Historia
Wizerunek herbowy znany jest od XV wieku. W Albumie Heroldii Królestwa Polskiego zamieszczono nieco inny wizerunek herbu miasta.